# Swiss Table Tennis

Logo

Swiss Table Tennis (STT), ehemals der Schweizerische Tischtennisverband (STTV), ist die Spitzenorganisation des Schweizer Tischtennissports mit Sitz im Haus des Sports in Ittigen bei Bern. Zu seinen Aufgaben gehört die Durchführung des nationalen Spielbetriebs in der Schweiz und im Fürstentum Liechtenstein. Derzeit (2017) sind ihm 263 Vereine angeschlossen.

## Geschichte
Der STTV wurde am 12. Oktober 1931 in Montreux als nationaler Sportverband für Tischtennis gegründet. Als Vorstand fungierten Gaston Mullegg (Präsident; * 1890; † 1958), Fernand Loubet (Sekretär) und
Ernest Bornand (Kassierer). 1933 wurde der STTV Mitglied im Weltverband ITTF. 1932 wurde das Gebiet – bestehend aus 70 Vereinen – in 5 Regionalverbände aufgeteilt: Vaud, Neuenburg, Genf, Bern und Zürich. Die erste Ausgabe des ersten offiziellen Verbandsorganes erschien unter der Redaktion von G.Golta am 10. September 1955.
1955 wurde die Nationalliga für Herren, bestehend aus sieben Mannschaften, ins Leben gerufen. 1982 verabschiedete die Delegiertenversammlung eine neue Satzung.
An der Delegiertenversammlung vom 4. März 2006 wurde der STTV in Swiss Table Tennis (STT) umbenannt.

## Mitgliederentwicklung
| Jahr | Vereine | Aktive |
| ---- | ------- | ------ |
| 1934 | 70      | -      |
| 1937 | -       | 544    |
| 1952 | 100     | -      |
| 1957 | 131     | 4000   |
| 1968 | -       | 3000   |
| 1984 | 400     | 8683   |
| 2003 | 322     | 6366   |
| 2004 | 313     | 6385   |
| 2005 | 309     | 6356   |
| 2006 | 300     | 6078   |
| 2007 | 298     | 6158   |
| 2017 | 263     | 5132   |

## Präsidenten
Die bisherigen Präsidenten des STTV waren:
- Gaston Mühlegg (1931–1932)
- Eugène Tripet (1932–1934)
- César Delapraz (1934–1935)
- Paul-Henri Vuille (1935–1942)
- Henri Dubois (1942–1945)
- René Bernard (1945–1946)
- Heinz Urech (1946–1948)
- Roger Favre (1948–1959)
- Ernst Wüest (1959–1963)
- Hugo Urchetti (1963–1969)
- Edwin Dolder (1969–1972)
- Hugo Urchetti (1972–1975)
- Urs Wymann (1975–1984) – Ehrenpräsident[6]
- Jürg Vonaesch (1984–1989)
- Werner Schnyder (1989–1992)
- Claude Diethelm (1992–2003)
- Remo Paris (2003–2005)
- Amedeo Wermelinger (2005–2009)
- Franziska Zingg-Lüssi (2009–2011)
- Jean-Pascal Stancu (2011–2015)
- Nicolas Imhof (2015–2019)[5][7]
- Pascal Giroud (2020–2023)
- Freddy Oswald (seit 2023)

## Spielbetrieb
Bei den Mannschaftsmeisterschaften besteht ein Team aus drei Spielern. Jeder spielt gegen jeden, hinzu kommt ein Doppel. Somit sind maximal 10 Spiele möglich.

### Herrenmannschaften
Die oberste Spielklasse ist die Nationalliga A. Darunter gibt es zwei Gruppen Nationalliga B, darunter wiederum 4 Gruppen Nationalliga C. Jede dieser Gruppen besteht aus 8 Mannschaften.
Unterhalb der Nationalligen sind die Regionalligen organisiert. Hier gibt es in den verschiedenen Regionen 1 bis 7 Ligen.

### Damenmannschaften
Die oberste Spielklasse ist die Nationalliga A. Darunter gibt es zwei Gruppen Nationalliga B (eine Nationalliga C gibt es bei den Damen nicht). Jede dieser Gruppen besteht aus 6 Mannschaften.
Unterhalb der Nationalligen sind die Regionalligen organisiert. Hier gibt es in den verschiedenen Regionen 1 bis 3 Ligen.

## Nationale Meisterschaften
In den Einzel, Doppel und Mannschaftswettbewerben gab es bisher folgende Sieger:
| Jahr | Herren-Einzel               | Damen-Einzel       | Herren-Doppel                 | Damen-Doppel          | Mixed                   | Mannschaft Männer      | Mannschaft Damen       | Schweizer Cup          |
| ---- | --------------------------- | ------------------ | ----------------------------- | --------------------- | ----------------------- | ---------------------- | ---------------------- | ---------------------- |
| 1932 | Von der Weid                | Mercier            | Fedele/Schmidt                | De Boccard/Lapp       | De Wuilleret/De Boccard | -----                  | -----                  | -----                  |
| 1933 | Portmann                    | Daguet             | Daugne/Daguet                 | Daguet/Perrin         | Tripet/Wyss             | -----                  | -----                  | -----                  |
| 1934 | Walter                      | Margrit Isely      | Bornard/Michel                | Stettler/Della Beffa  | Michel/Grabner          | -----                  | -----                  | -----                  |
| 1935 | Pierre Vergain              | Margrit Isely      | Crivelli/Michel               | Isely/Aranowicz       | Rossel/Isely            | CTT Lausanne Cour      | CTT Geneva Genéve      | -----                  |
| 1936 | Hector Michel               | Margrit Isely      | -----                         | -----                 | -----                   | Geneva Genéve          | CTT Chaux-de-Fonds     | CTT Montreux           |
| 1937 | Lucien Portal               | Margrit Isely      | Payot/Bernard                 | Tissiéres/Tissiéres   | Ledermann/Stettler      | CTT Silver Star Genève | TTC Burgdorf           | CTT Silver Star Genève |
| 1938 | Marcel Meyer de Stadelhofen | Alice Siegrist     | Mojonnet/Bernard              | Siegrist/Dyrenfurth   | Bernard/Buser           | CTT Silver Star Genève | TTC Burgdorf           | CTT Silver Star Genève |
| 1939 | Marcel Meyer de Stadelhofen | Alice Stettler     | Meyer de Stadelhofen/Portal   | -----                 | -----                   | -----                  | -----                  | CTT Silver Star Genève |
| 1940 | -----                       | -----              | -----                         | -----                 | -----                   | -----                  | -----                  | -----                  |
| 1941 | -----                       | -----              | -----                         | -----                 | -----                   | -----                  | -----                  | -----                  |
| 1942 | Hugo Urchetti               | Alice Siegrist     | Urchetti/Meyer de Stadelhofen | Urchetti/Stettler     | -----                   | CTT Blue Black Genéve  | -----                  | CTT Silver Star Genève |
| 1943 | Hugo Urchetti               | Alice Siegrist     | Urchetti/Meyer de Stadelhofen | Stettler/Pollien      | Urchetti/Stettler       | CTT Silver Star Genève | -----                  | CTT Silver Star Genève |
| 1944 | Hugo Urchetti               | Alice Siegrist     | Urchetti/Meyer de Stadelhofen | Siegrist/Burkhalter   | Urchetti/Stettler       | CTT Silver Star Genève | CTT Silver Star Genève | CTT Silver Star Genève |
| 1945 | Hugo Urchetti               | Alice Siegrist     | Urchetti/Weber                | Meyer/Pollien         | Urchetti/Stettler       | CTT Silver Star Genève | CTT Silver Star Genève | CTT Silver Star Genève |
| 1946 | Hugo Urchetti               | Jeannette Pollien  | Urchetti/Portal               | Grandchamp/Pollien    | Portal/Grandchamp       | CTT Silver Star Genève | -----                  | CTT Silver Star Genève |
| 1947 | Marcel Meyer de Stadelhofen | Alice Grandchamp   | Urchetti/Meyer de Stadelhofen | -----                 | Urchetti/Grandchamp     | CTT Silver Star Genève | -----                  | CTT Silver Star Genève |
| 1948 | Hugo Urchetti               | Isabel Vez         | Urchetti/Meyer de Stadelhofen | -----                 | Portal/Grandchamp       | CTT Silver Star Genève | -----                  | CTT Silver Star Genève |
| 1949 | Hugo Urchetti               | Alice Grandchamp   | Urchetti/Meyer de Stadelhofen | Grandchamp/Grandjean  | Portal/Grandchamp       | CTT Silver Star Genève | CTT Rapid Genéve       | CTT Silver Star Genève |
| 1950 | Hugo Urchetti               | Alice Grandchamp   | Urchetti/Meyer de Stadelhofen | Grandchamp/Peter      | Portal/Grandchamp       | CTT Silver Star Genève | CTT Lausanne           | CTT Silver Star Genève |
| 1951 | Hugo Urchetti               | Alice Grandchamp   | Urchetti/Meyer de Stadelhofen | Grandchamp/Durst      | Portal/Grandchamp       | CTT Silver Star Genève | -----                  | CTT Silver Star Genève |
| 1952 | Marcel Meyer de Stadelhofen | Isabel Vez         | Urchetti/Meyer de Stadelhofen | Vez/Treyvaud          | Carraux/Vez             | CTT Silver Star Genève | CTT Rapid Genève       | CTT Lausanne           |
| 1953 | Hugo Urchetti               | Monique Jaquet     | Urchetti/Wassmer              | Grandchamp/Jaquet     | Urchetti/Grandchamp     | CTT Silver Star Genève | CTT Rapid Genève       | CTT Silver Star Genève |
| 1954 | Hugo Urchetti               | Monique Jaquet     | Urchetti/Meyer de Stadelhofen | Vez/Fischer           | Michel Roux/Jaquet      | CTT Silver Star Genève | CTT Rapid Genève       | CTT Silver Star Genève |
| 1955 | Hugo Urchetti               | Mina Ulrich        | Estoppey/Michel Roux          | Jaquet/Rosine Maunoir | Steckler/Jaquet         | CTT Silver Star Genève | CTT Rapid Genève       | CTT Rapid Genéve       |
| 1956 | Hugo Urchetti               | Monique Jaquet     | Steckler/Giudici              | Jaquet/Rosine Maunoir | Gassner/Ulrich          | CTT Silver Star Genève | CTT Rapid Genève       | CTT Rapid Genéve       |
| 1957 | Marcel Meyer de Stadelhofen | Monique Jaquet     | Steckler/Giudici              | Grandchamp/Jaquet     | Wassmer/Grandchamp      | CTT Silver Star Genève | CTT Rapid Genève       | CTT Montey             |
| 1958 | Marcel Meyer de Stadelhofen | Monique Jaquet     | Urchetti/Meyer de Stadelhofen | Grandchamp/Jaquet     |                         | CTT Silver Star Genève | CTT Rapid Genève       | -----                  |
| 1959 | Hugo Urchetti               | Franziska Hassler  | Urchetti/Meyer de Stadelhofen | Jaquet/Barbey         | Urchetti/Roedelberg     | CTT Silver Star Genève | CTT Rapid Genève       | -----                  |
| 1960 | Hugo Urchetti               | Monique Jaquet     | Urchetti/Meyer de Stadelhofen | Jaquet/Hassler        | Urchetti/Jaquet         | CTT Silver Star Genève | CTT Rapid Genève       | TTC GGB Elite Bern     |
| 1961 | Antoine Perrig              | Monique Jaquet     | Urchetti/Meyer de Stadelhofen | Jaquet/Hassler        | Urchetti/Jaquet         | CTT Silver Star Genève | CTT Rapid Genève       | CTT Tavannes           |
| 1962 | Hugo Urchetti               | Franziska Hassler  | Steckler/Matthey              | -----                 | Urchetti/Jaquet         | CTT Silver Star Genève | CTT Rapid Genève       | CTT Rapid Genève       |
| 1963 | Guy Bär                     | Monique Jaquet     | Urchetti/Meyer de Stadelhofen | André/Crisinel        | Urchetti/Jaquet         | CTT Silver Star Genève | Eve Genève             | CTT Rapid Genève       |
| 1964 | Marcel Grimm                | Monique Jaquet     | Urchetti/Meyer de Stadelhofen | André/Crisinel        | Urchetti/Jaquet         | CTT Fribourg           | CTT Rapid Genève       | TTC GGB Elite Bern     |
| 1965 | Marcel Grimm                | Monique Jaquet     | Grimm/Lehmann                 | Jaquet/Crisinel       | Urchetti/Jaquet         | CTT Fribourg           | TTC Basel              | TTC GGB Elite Bern     |
| 1966 | André Steckler              | Christiane Andre   | Steckler/Duverney             | André/Crisinel        | Grimm/André             | TTC GGB Elite Bern     | CTT Rapid Genève       | TTC GGB Elite Bern     |
| 1967 | Marcel Grimm                | Monique Jaquet     | Grimm/Schmid                  | Jaquet/Stirn          | Grimm/Stirn             | TTC GGB Elite Bern     | CTT Rapid Genève       | TTC GGB Elite Bern     |
| 1968 | Marcel Grimm                | Christiane Andre   | Grimm/Schmid                  | Lehmann/Bissig        | Pewny/Stirn             | TTC GGB Elite Bern     | CTT Rapid Genève       | TTC Young Stars Zürich |
| 1969 | Marcel Grimm                | Christiane Andre   | Schmid/Pewny                  | André/Jaquet          | Grimm/Lehmann           | TTC GGB Elite Bern     | TTC Bern               | TTC GGB Elite Bern     |
| 1970 | Marcel Grimm                | Vreni Lehmann      | Birchmeier/Dittli             | André/Jaquet          | Grimm/Lehmann           | TTC GGB Elite Bern     | TTC GGB Elite Bern     | CTT Silver Star Genève |
| 1971 | Mario Mariotti              | Christiane Andre   | Grimm/Chatton                 | André/Jaquet          | Grimm/Lehmann           | CTT Silver Star Genève | CTT Silver Star Genève | TTC GGB Elite Bern     |
| 1972 | Marcel Grimm                | Vreni Lehmann      | Grimm/Chatton                 | Lehmann/Luterbacher   | Grimm/Lehmann           | TTC GGB Elite Bern     | TTC GGB Elite Bern     | TTC Baslerdybli        |
| 1973 | Marcel Grimm                | Vreni Lehmann      | Földy/Heri                    | Lehmann/Földy         | Földy/Földy             | TTC GGB Elite Bern     | TTC GGB Elite Bern     | TTC Baslerdybli        |
| 1974 | Thomas Sadecky              | Catherine Boppe    | Földy/Heri                    | Lehmann/Boppe         | Sadecky/Luterbacher     | TTC GGB Elite Bern     | TTC Basel              | TTC Baslerdybli        |
| 1975 | Thomas Sadecky              | Vreni Lehmann      | Grimm/Chatton                 | Luterbacher/Käser     | Grimm/Lehmann           | TTC Baslerdybli        | TTC GGB Elite Bern     | TTC Baslerdybli        |
| 1976 | Mario Mariotti              | Theresia Földy     | Sadecky/Frutschi              | Lehmann/Danioth       | Sadecky/Lehmann         | CTT Rapid Genève       | TTC Young Stars Zürich | Rapid Genéve           |
| 1977 | Thomas Sadecky              | Theresia Földy     | Busin/Barcikowski             | Lehmann/Danioth       | Barcikowski/Danioth     | TTC Young Stars Zürich | TTC GGB Elite Bern     | Rapid Genevéve         |
| 1978 | Thomas Busin                | Renate Wyder       | Busin/Barcikowski             | Wyder/Weibel          | Barcikowski/Danioth     | TTC Young Stars Zürich | TTC GGB Elite Bern     | TTC Young Stars Zürich |
| 1979 | Thomas Busin                | Renate Wyder       | Sadecky/Le Thanh              | Földy/Weibel          | Keller/Witte            | TTC Young Stars Zürich | TTC Kloten             | TTC Young Stars Zürich |
| 1980 | Thomas Busin                | Renate Wyder       | Busin/Barcikowski             | Wyder/Weibel          | Sadecky/Weibel          | TTC Young Stars Zürich | TTC Uster              | TTC Young Stars Zürich |
| 1981 | Thomas Busin                | Franziska Weibel   | Busin/Barcikowski             | Wyder/Weibel          | Frutschi/Wyder          | TTC Young Stars Zürich | TTC Uster              | TTC Basel              |
| 1982 | Thomas Busin                | Franziska Weibel   | Busin/Barcikowski             | Witte/Witte           | Hafen/Weibel            | CTT Silver Star Genève | TTC Uster              | TTC Wil                |
| 1983 | Stefan Renold               | Beatrice Witte     | Busin/Barcikowski             | Witte/Witte           | Miller/C. Witte         | TTC Wettstein Basel    | TTC Uster              | TTC Wettstein Basel    |
| 1984 | Thierry Miller              | Brigitte Hirzel    | Miller/Sadecky                | Frey/Hirzel           | Renold/Hirzel           | CTT Silver Star Genève | TTC Uster              | TTC Kloten             |
| 1985 | Thomas Busin                | Brigitte Hirzel    | Miller/Sadecky                | Wyder/Höfliger        | Singer/B. Witte         | TTC Kloten             | TTC Uster              | TTC Kloten             |
| 1986 | Thomas Busin                | Beatrice Witte     | Busin/Renold                  | Witte/Witte           | Miller/Frey             | TTC Kloten             | TTC Wollerau           | TTC Kloten             |
| 1987 | Stefan Renold               | Beatrice Witte     | Miller/Walker                 | Witte/Witte           | Miller/Frey             | TTC Kloten             | TTC Wollerau           | TTC Wil                |
| 1988 | Thierry Miller              | Brigitte Hirzel    | Busin/Renold                  | Witte/Witte           | Singer/B. Witte         | CTT Silver Star Genève | TTC Uster              | CTT Silver Star Genève |
| 1989 | Thierry Miller              | Monika Frey        | Busin/Renold                  | Wyder/Höfliger        | Renold/Rommerskirchen   | TTC Wil                | TTC Wollerau           | TTC Wil                |
| 1990 | Stefan Renold               | Tu Dai Yong        | Busin/Renold                  | Tu/Földy              | Tu/Tu                   | TTC Horn               | TTC Dietikon           | TTC Horn               |
| 1991 | Stefan Renold               | Tu Dai Yong        | Busin/Renold                  | Tu/Földy              | Tu/Tu                   | TTC Horn               | TTC Wollerau           | TTC Nidau-Täuffelen    |
| 1992 | Thierry Miller              | Tu Dai Yong        | Miller/Renold                 | Tu/Földy              | Tu/Tu                   | CTT Silver Star Genève | TTC Wollerau           | CTT Silver Star Genève |
| 1993 | Thierry Miller              | Vera Bazzi         | Miller/Renold                 | Bazzi/Höfliger        | Miller /Bazzi           | TTC Wil                | TTC Young Stars Zürich | TTC Young Stars Zürich |
| 1994 | Thierry Miller              | Vera Bazzi         | Miller/Renold                 | Bazzi/Höfliger        | Renold/Renold           | CTT Meyrin             | TTC Wollerau           | TTC Wil                |
| 1995 | Thierry Miller              | Tu Dai Yong        | Miller/Renold                 | Tu/Földy              | Tu/Tu                   | CTT Silver Star Genève | TTC Ittigen            | CTT Silver Star Genève |
| 1996 | Thierry Miller              | Tu Dai Yong        | Siedler/Stauffer              | Tu/Földy              | Tu/Tu                   | TTC Neuhausen          | TTC Aarberg            | CTT Silver Star Genève |
| 1997 | Roland Schmid               | Tu Dai Yong        | Miller/Renold                 | Busin/Knecht          | Tu/Tu                   | TTC Wil                | TTC Ittigen            | TTC Wil                |
| 1998 | Thierry Miller              | Vera Bazzi         | Miller/Renold                 | Busin/Knecht          | Renold/Renold           | TTC Neuhausen          | TTC Young Stars Zürich | TTC Young Stars Zürich |
| 1999 | Thierry Miller              | Christelle Cherix  | Miller/Renold                 | Busin/Knecht          | Renold/Renold           | CTT Silver Star Genève | TTC Young Stars Zürich | CTT Silver Star Genève |
| 2000 | Raphael Keller              | Daniela Oberholzer | Miller/Renold                 | Bazzi/Oberholzer      | Renold/Renold           | TTC Neuhausen          | CTT Villars-sur-Glâne  | CTT Silver Star Genève |
| 2001 | Raphael Keller              | Tu Dai Yong        | Staufer/Keller                | Tu/Földy              | Tu/Tu                   | CTT Meyrin             | TTC Young Stars Zürich | CTT Meyrin             |
| 2002 | Thierry Miller              | Christelle Cherix  | Miller/Renold                 | Schüpbach/Göggel      | Jin/S. Führer           | CTT Meyrin             | TTC Basel              | CTT Meyrin             |
| 2003 | Jin Linlin                  | Vera Bazzi         | Schreiber/Christe             | Schmid/Wüst           | Maklari/Wüst            | CTT Meyrin             | TTC Wettstein Basel    | CTT Meyrin             |
| 2004 | Jin Linlin                  | Monika Göggel      | Jin/Joset                     | Schüpbach/Göggel      | Stricker/Göggel         | CTT Meyrin             | TTC Aarberg            | CTT Meyrin             |
| 2005 | Thierry Miller              | Sonja Wicki        | Miller/Renold                 | Steiner/ Marthaler    | Renold/Renold           | TTC Rio-Star Muttenz   | TTC Neuhausen          | TTC Neuhausen          |
| 2006 | Thierry Miller              | Vera Bazzi         | Staufer/Keller                | Frey/Wicki            | Stricker/Cherix         | TTC Rio-Star Muttenz   | TTC Neuhausen          | TTC Wil                |
| 2007 | Thierry Miller              | Monika Führer      | Hotz/Mohler                   | Schärrer/Führer       | Renold/Renold           | TTC Rio-Star Muttenz   | TTC Neuhausen          | TTC Rio-Star Muttenz   |
| 2008 | Christian Hotz              | Monika Führer      | Miller/Renold                 | Schärrer/Führer       | Graber/Führer           | TTC Rio-Star Muttenz   | TTC Wädenswil          | TTC Rio-Star Muttenz   |
| 2009 | Nicola Mohler               | Rachel Moret       | Hotz/Mohler                   | Schärrer/Führer       | Renold/Renold           | TTC Rio-Star Muttenz   | TTC Neuhausen          | TTC Neuhausen          |
| 2010 | Nicola Mohler               | Monika Führer      | Joset/Altermatt               | Schärrer/Führer       | Joset/Aschwanden        | TTC Rio-Star Muttenz   | TTC Neuhausen          | TTC Rio-Star Muttenz   |
| 2011 | Nicola Mohler               | Monika Führer      | Hotz/Mohler                   | Schärrer/Führer       | Mohler/Moret            | TTC Rio-Star Muttenz   | TTC Neuhausen          | TTC Rio-Star Muttenz   |
| 2012 | Nicola Mohler               | Rachel Moret       | Merz/Weber                    | Moret/Aschwanden      | Mohler/Moret            | TTC Rio-Star Muttenz   | TTC Neuhausen          | TTC Rio-Star Muttenz   |
| 2013 | Samy Zmirou                 | Rahel Aschwanden   | Hotz/Vorherr                  | Moret/Aschwanden      | Mohler/Moret            | TTC Rio-Star Muttenz   | TTC Wädenswil          | TTC Rio-Star Muttenz   |
| 2014 | Elia Schmid                 | Rachel Moret       | Mohler/Weber                  | Moret/Aschwanden      | Mohler/Moret            | TTC Rio-Star Muttenz   | TTC Rio-Star Muttenz   | TTC Rio-Star Muttenz   |
| 2015 | Lionel Weber                | Rahel Aschwanden   | Mohler/Weber                  | Moret/Aschwanden      | Mohler/Moret            | TTC Rio-Star Muttenz   | TTC Neuhausen          | TTC Rio-Star Muttenz   |
| 2016 | Lionel Weber                | Rachel Moret       | Rebetez/Vendé                 | Moret/Aschwanden      | Schmid/Aschwanden       | TTC Wil                | TTC Neuhausen          | TTC Rio-Star Muttenz   |
| 2017 | Lionel Weber                | Rachel Moret       | Hotz/Schmid                   | Moret/Aschwanden      | Karin/Aschwanden        | TTC Wil                | TTC Neuhausen          | CTT UGS-Chênois        |
| 2018 | Elia Schmid                 | Rachel Moret       | Weber/Karin                   | Reust/Simonet         | Champod/Moret           | TTC Wil                | TTC Neuhausen          | CTT ZZ-Lancy           |
| 2019 | Lionel Weber                | Rachel Moret       | Simonet/Boccard               | Moret/Aschwanden      | Champod/Moret           | TTC Rio-Star Muttenz   | TTC Neuhausen          | TTC Rio-Star Muttenz   |
| 2020 | Lionel Weber                | Rachel Moret       | Osiro/Tschanz                 | Moret/Aschwanden      | Champod/Moret           | -----                  | -----                  | -----                  |
| 2021 | -----                       | -----              | -----                         | -----                 | -----                   | CTT ZZ-Lancy           | TTC Neuhausen          | -----                  |
| 2022 | Barish Moullet              | Elmira Antonyan    | Hardmeier/Schärrer            | Reust/Simonet         | Hardmeier/Reust         | CTT ZZ-Lancy           | TTC Neuhausen          | -----                  |
| 2023 | Elias Hardmeier             | Rachel Moret       | Osiro/Tschanz                 | Moret/Doutaz          | Champod/Moret           | STT Lugano             | CTT ZZ-Lancy           |                        |
| 2024 | Barish Moullet              | Fanny Doutaz       | Moullet/Vendé                 | Moret/Doutaz          | Rebetez/Doutaz          | STT Lugano             | CTT ZZ-Lancy           | STT Lugano             |
| 2025 | Elias Hardmeier             | Rachel Moret       | Schärrer/Hardmeier            | Moret/Doutaz          | Moret/Champod           |                        |                        |                        |

## Nationalmannschaft
Das Schweizer Nationalteam (A-Kader) besteht aktuell aus den folgenden Spielern:
Lionel Weber bei den Herren; und Rachel Moret, Rahel Aschwanden und Céline Reust bei den Damen. Trainiert wird das Nationalteam seit 2006 von Samir Mulabdic, seit 2016 wird er von Shen Zuhjen unterstützt. Daneben gibt es noch ein Nachwuchs-Kader sowie ein B- und C-Kader.
Die Schweizer Nationalmannschaft nimmt regelmässig an internationalen Turnieren, Europameisterschaften und Weltmeisterschaften teil. Eine Olympiateilnahme blieb den Schweizer Tischtennisspielern bisher verwehrt. Ende 2015 schaffte es mit Elia Schmid erstmals ein Schweizer unter die Top 300 der Weltrangliste. Rachel Moret war 2014 die erste Schweizerin, die es in die Top 200 schaffte. Im März 2018 erreichte Rachel Moret ihre bisher beste Platzierung als Weltnummer 68. Lionel Weber schaffte es ebenfalls im März 2018 auf Rang 150 der Welt, eine neue Bestleistung für den Basler.

### Weltranglistenposition (Stand März 2019)
(Quelle:)
| Männer - Lionel Weber: WR 157 - Lars Posch: WR 377 - Cédric Tschanz: WR 388 - Dorian Girod: WR 671 - Yoan Rebetez: WR 742 - Yannick Taffé: WR 768 - Pedro Osiro: WR 852 - Sam Boccard: WR 978 | Frauen - Rachel Moret: WR 92 - Rahel Aschwanden: WR 216 - Céline Reust: WR 228 - Mireille Kroon: WR 699 |

## Internationale Erfolge
| Jahr | Event                      | Spieler       | Serie             | Ergebnis             | Bemerkungen                                                                           |
| ---- | -------------------------- | ------------- | ----------------- | -------------------- | ------------------------------------------------------------------------------------- |
| 2013 | DHS STT Open Lausanne      | Nicola Mohler | Herren Einzel     | 1/4-Final            |                                                                                       |
| 2013 | Team-EM Schwechat          | Herren-Team   | Team-Wettkampf    | Gewinn 3. Division   | Nicola Mohler, Lionel Weber, Elia Schmid und Nicolas Champod; Aufstieg in 2. Division |
| 2014 | Jugend-EM Riva del Garda   | Elia Schmid   | Herren Einzel     | 1/4-Final            |                                                                                       |
| 2014 | French Junior + Cadet Open | Elia Schmid   | U18-Herren Einzel | 1/4-Final            |                                                                                       |
| 2014 | Junior Czech Open          | Herren-Team   | Team-Wettkampf    | 1/4-Finale           | Lionel Weber, Elia Schmid, Gaël Vendé                                                 |
| 2016 | Einzel-EM Budapest         | Rachel Moret  | Damen-Doppel      | 1/4-Finale           | mit Alex Galic (SLO)                                                                  |
| 2017 | Einzel-WM Düsseldorf       | Rachel Moret  | Damen-Doppel      | 1/8-Finale           | mit Alex Galic (SLO)                                                                  |
| 2017 | Team-EM Luxemburg          | Damen-Team    | Team              | 2. Platz 2. Division | Rachel Moret, Rahel Aschwanden, Céline Reust                                          |

## Publikationen
Die Zeitschrift TOPSPIN war das offizielle Organ von STT. Sie erschien erstmals 1975, hatte eine Auflage von 6800 (Januar 2006) und erschien viermal pro Jahr. Die Artikel waren in deutscher und französischer Sprache geschrieben. An der Herbst-Delegiertenversammlung 2007 wurde statt einer Beitragserhöhung die gedruckte Ausgabe des Topspin gestrichen. Seitdem gibt es den Newsletter Sidespin als Ersatz, welcher einmal pro Monat verschickt wird.
Ein weiteres offizielles Organ des STT war die Zeitschrift Schweizer Tischtennis. Diese erschien ab 1982 alle zwei Wochen, abwechselnd in deutscher und französischer Sprache.